# Observatori de París
L'Observatori de París és una institució de recerca de la Universitat Paris Sciences et Lettres, l'observatori més important de França i un dels centres astronòmics més grans del món. L'edifici històric es troba a la ribera esquerra del riu Sena al centre de París, però la major part del personal treballa en un campus apartat, a Meudon, un barri al nord de París.
L'observatori astronòmic es va fundar el 1667. La construcció es va completar a principis de la dècada de 1670 i va coincidir amb la voluntat de donar un important impuls a la ciència, i amb la fundació de l'Acadèmia Francesa de les Ciències. El ministre de finances del rei Lluís XIV va voler organitzar una "potència científica" per augmentar la comprensió de l'astronomia, la navegació marítima i la ciència en general.
Al llarg dels segles, l'Observatori de París ha continuat donant suport a les activitats astronòmiques i, al segle XXI, connecta múltiples llocs i organitzacions, donant suport a l'astronomia i la ciència, del passat i del present.